# Kostel svatého Bartoloměje (Hrádek nad Nisou)
Kostel svatého Bartoloměje v Hrádku nad Nisou v okrese Liberec je původně gotická sakrální stavba, znovu postavená ve druhé polovině 15. století, později renesančně a barokně přestavěná. Kostel je chráněn jako kulturní památka.

## Historie

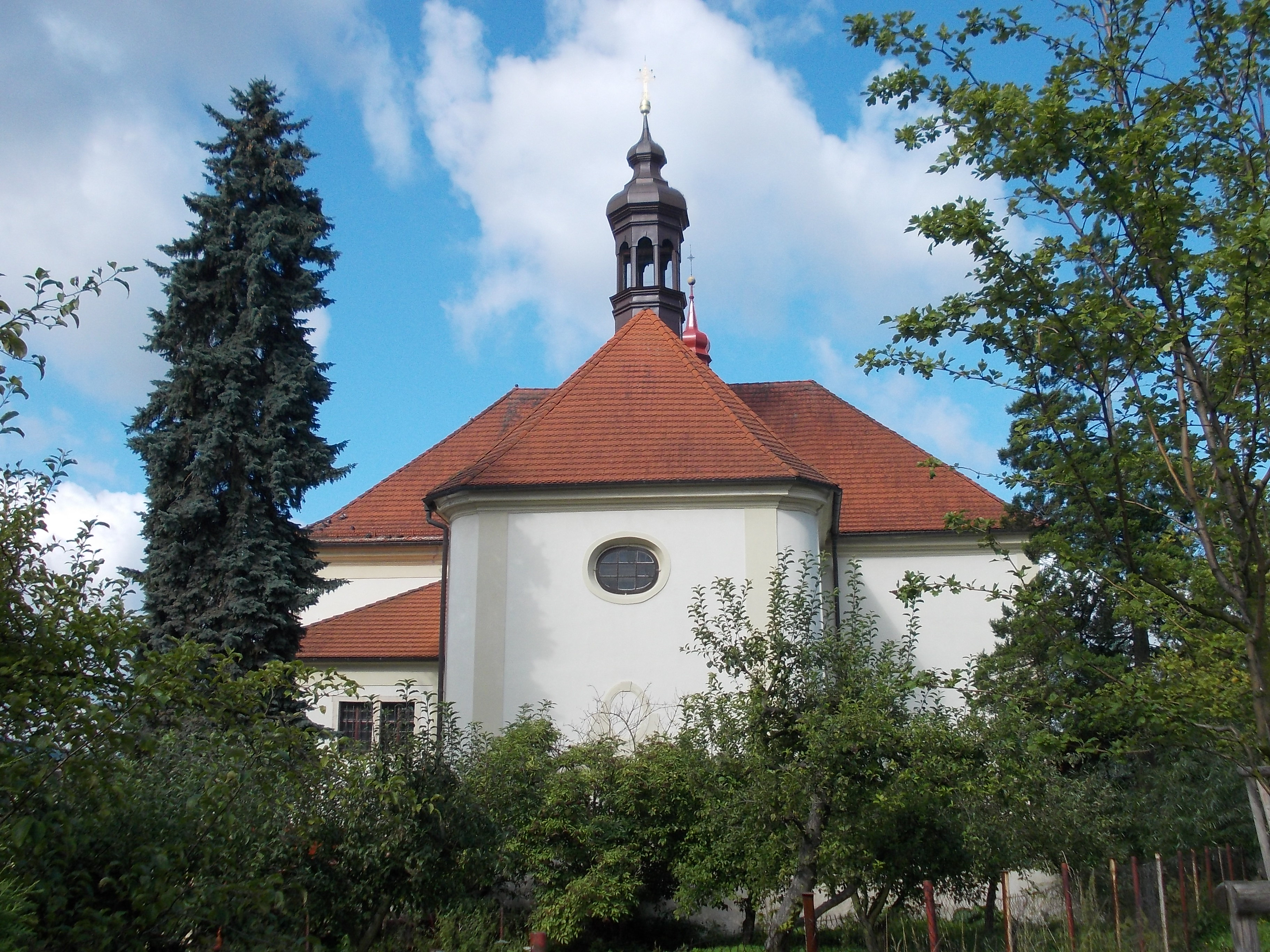
Kostel z boku

Kostel je poprvé připomínám v roce 1288. Tento gotický kostel byl za husitských válek zbořen a na jeho místě byl postaven roku 1466 nový, který byl v roce 1586 renesančně přestavěn jako obdélná prostá stavba. K další přestavbě došlo v letech 1670–1673, kdy byla přistavěna věž, a v roce 1724 příčná loď a presbytář. Nakonec došlo ke zbarokizování stavby, kdy kostel byl scelen zevně i uvnitř, a sklenut podle návrhu J.J. Kunze z Liberce v roce 1763. Práce byly dokončeny v roce 1764 a stavba získala barokní vzhled.
V 90. letech 20. století byl kostel důkladně opraven. Věž byla osazena zvonem z roku 1575, který byl původně zavěšený v kostele Navštívení Panny Marie v Horním Vítkově.
Duchovní správci kostela jsou uvedeni na stránce: Římskokatolická farnost Hrádek nad Nisou.

## Architektura
Jedná se o barokní obdélný kostel s příčnou lodí a pravoúhlým presbytářem, u kterého je na jižní straně sakristie a oratoř. Na západní straně se nachází hranolová, dvoupatrová věž s cibulí. Na věži je znak Trauttmannsdortů z roku 1651. Vnějšek kostela je hladký. Vnitřek je sálová, sklenutý plackami na mohutně nakupených pilastrech, mezi kterými jsou v lodi kostela mělké kaple a tribuny. Zábradlí tribun je opatřeno sochami: u kruchty jsou sochy sv. Petra a Pavla, sv. Anny a sv. Ludmily. V příčné lodi jsou sochy sv. Norberta a sv. Vojtěcha. Strop je zdoben malbami zobrazující čtyři legendy: o sv. Bartoloměji – v lodi a presbytáři, dále Svatba v Káni a Útěk do Egypta, která se nachází v příčné lodi. Pocházejí z roku 1766 a jejich autorem je Jan Václav Spitzer.

## Vybavení

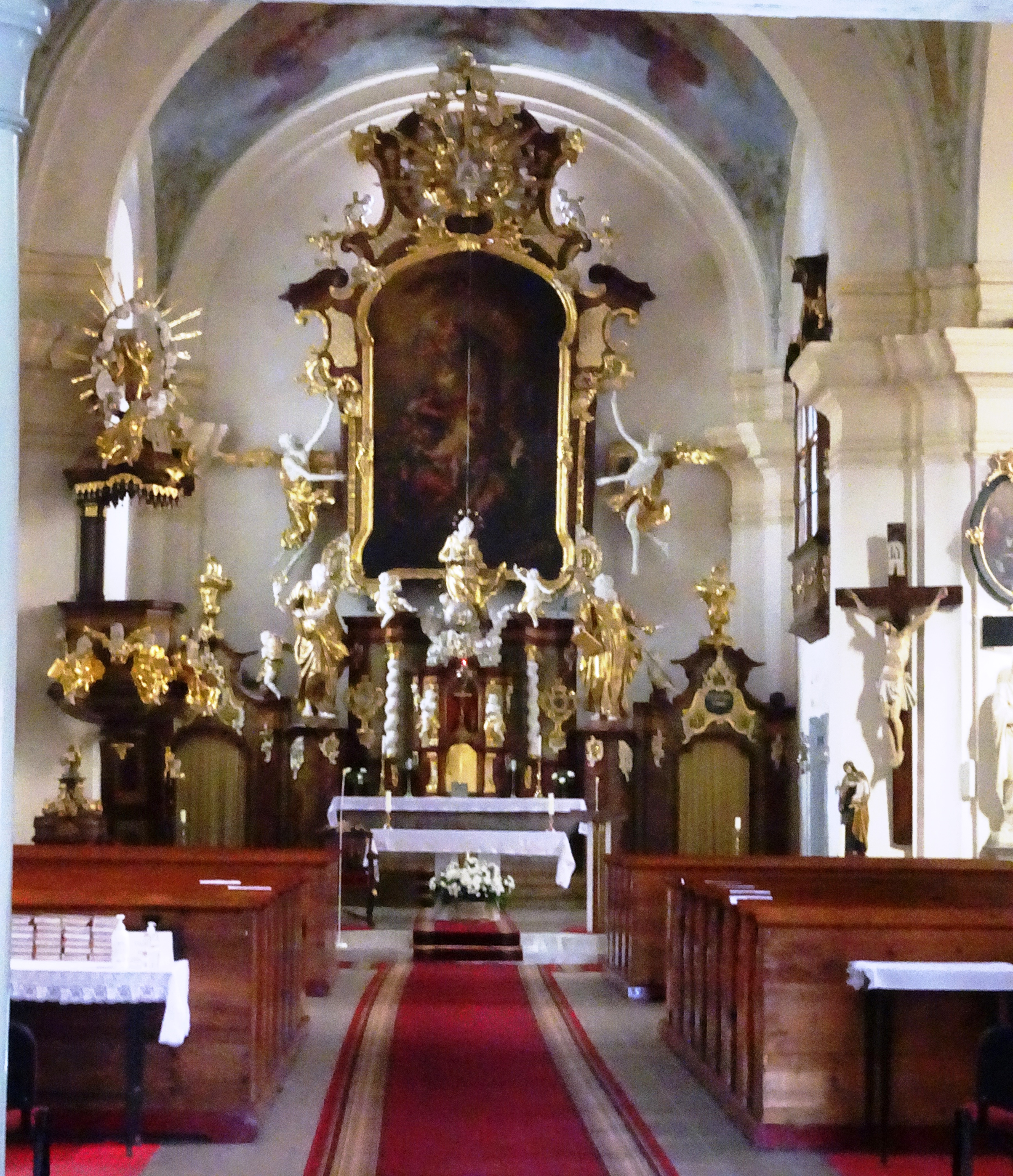
Presbytář kostela

Kostel má bohaté rokokové zařízení. Hlavní oltář je rámový z let 1772–1776. Je doplněn sochami andělů, Immaculaty, sv. Petra a Pavla od J. Hájka z Mnichova Hradiště a oltářním obrazem sv. Bartoloměje namalovým před rokem 1768, který je dílem Ignatze Raaba. V příčné lodi se nacházejí dva protějškové boční oltáře, které jsou panelové a pilastrové, obratně včleněné do architektury. Vlevo je oltář Smrti sv. Josefa s obrazem od I. Raaba z roku 1777, a se sochami sv. Michala, sv. Jáchyma a sv. Anny. Vpravo je oltář sv. Anny s obrazem světice od F. Knirsche a se sochami sv. Jana Křtitele, sv. Zachariáše a sv. Alžběty. Na triumfálním oblouku se nachází baldachýnový oltářík sv. Jana Nepomuckého s vyobrazením světce od Josefa Václava Spitzera a anonymním obrazem Piety. Zpovědnice jsou rokokové, vestavěné do zdi ramen příčné lodi. Mají bohatou řezbu, podobnou jaká se nachází v kostele sv. Kříže v Liberci. Doplněny jsou o reliéfy sv. Maří z Magdalény a biblický Návrat marnotratného syna, a plastiky krále Davida a proroka.
Varhany jsou barokní s akantovými křídly a andílky z let 1714–1715. Byly získány z kostela sv. Mikuláše v Praze v roce 1788. Křtitelnice z roku 1760 je dřevěná, vyřezávaná, s andílky a skupinou osob Křtu v Jordánu. Osm oválných obrazů poprsí církevních otců pochází od Josefa Václava Spitzera z období kolem roku 1760. Obraz Snímání z kříže z roku 1863 pochází od V. Schwarze. Z druhé poloviny 19. století od drážďanského sochaře F. Schwarze pocházejí dvě mramorové sochy: Krista a Madony. Na oratoři se nachází epitaf Bedřicha Nostice z roku 1655 s obrazem Zvěstování a Kalvárie a rodiny zesnulého na dolní části torzálního sloupového rámu.

## Okolí kostela

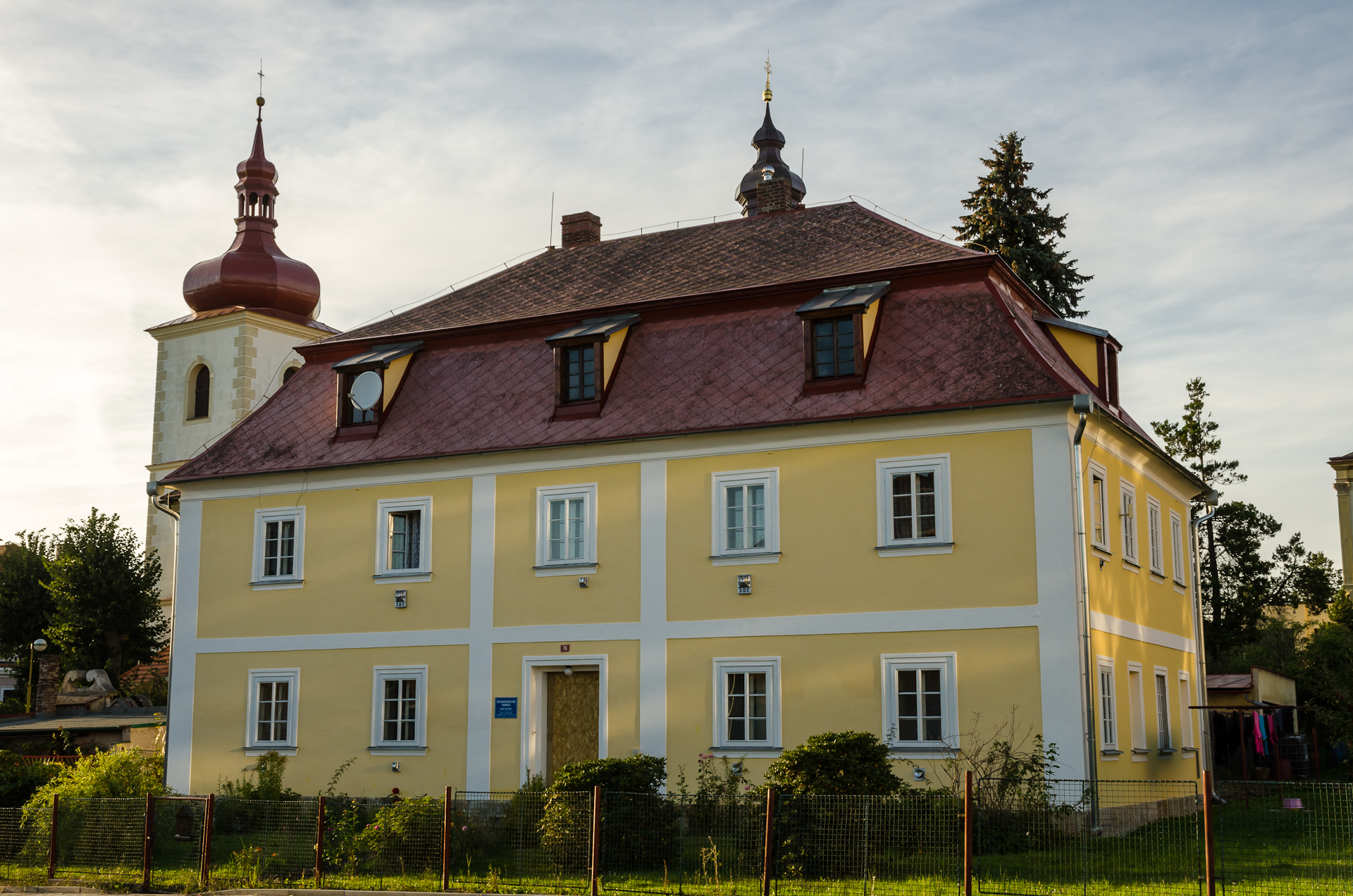
Fara v Hrádku nad Nisou

Vedle věže v úmrlčí kapli se nacházejí dvě raně barokní sousoší Kalvárie z roku 1656. Kostel obklopuje bývalý hřbitov zrušený v roce 1869, na kterém se nachází řada náhrobníků z 16.–19. století. Na vstupních pilířích hřbitova jsou sochy sv. Josefa a sv. Michala. Jedná se o rokokové dílo z roku 1759. Před kostelní věží jsou barokní sochy sv. Jana Nepomuckého a sv. Jana Křtitele z roku 1708. Ve zdi kostela je vestavěno 14 kapliček křížové cesty z letech 1767–1768 s poškozenými obrazy. Mezi nimi se nachází 12 náhrobníků figurální práce v edikulách představující vývoj funerální plastiky od raně barokního období, zastoupené náhrobkem dítěte s Andělem strážným z roku 1638, až po klasicistní náhrobek č. 2 Kaj. Schuberta z roku 1822, snad dílo F. Pettricha. Ke hřbitovu přilehlá fara, která je empírová, jednopatrová s mansardou. Má hladkou fasádu, postavená byla v roce 1804. Projekt fary vypracoval inž. Otto, stavitelem byl J. Anders.

Sochy před kostelem
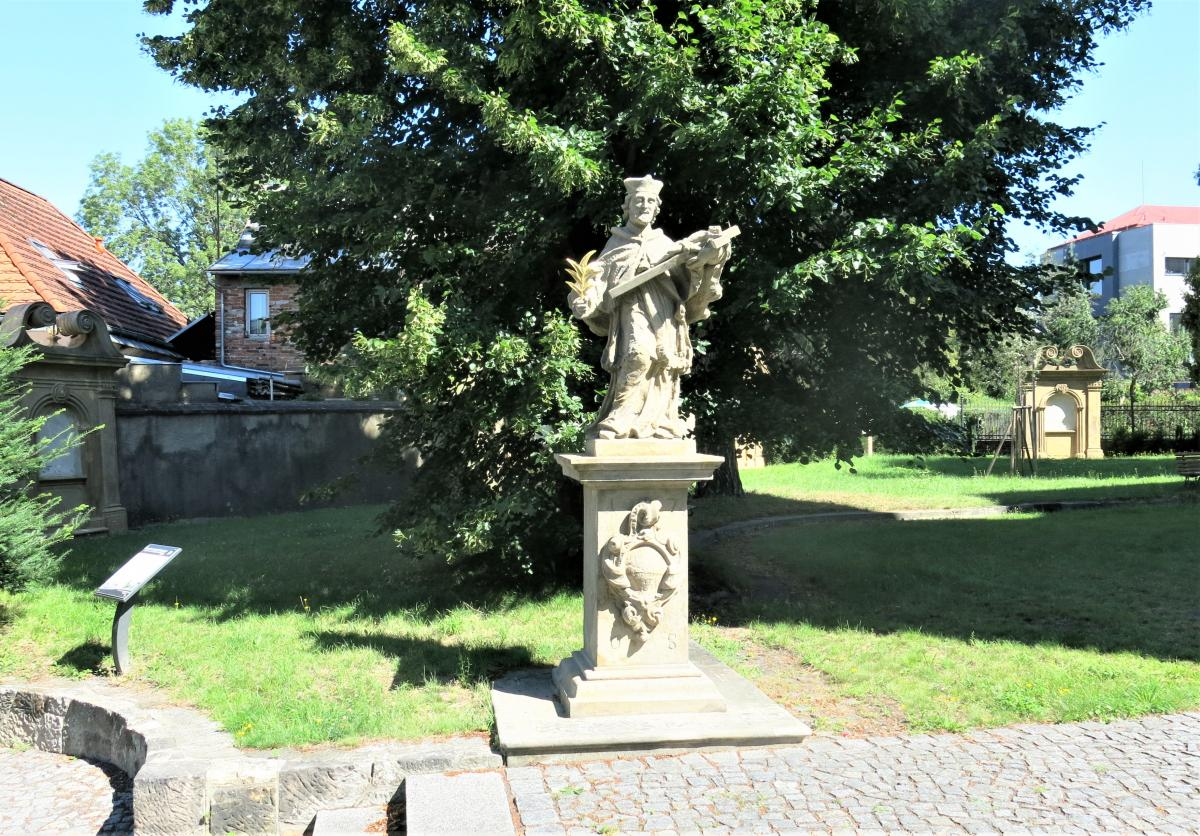
Sv. Jan Nepomucký
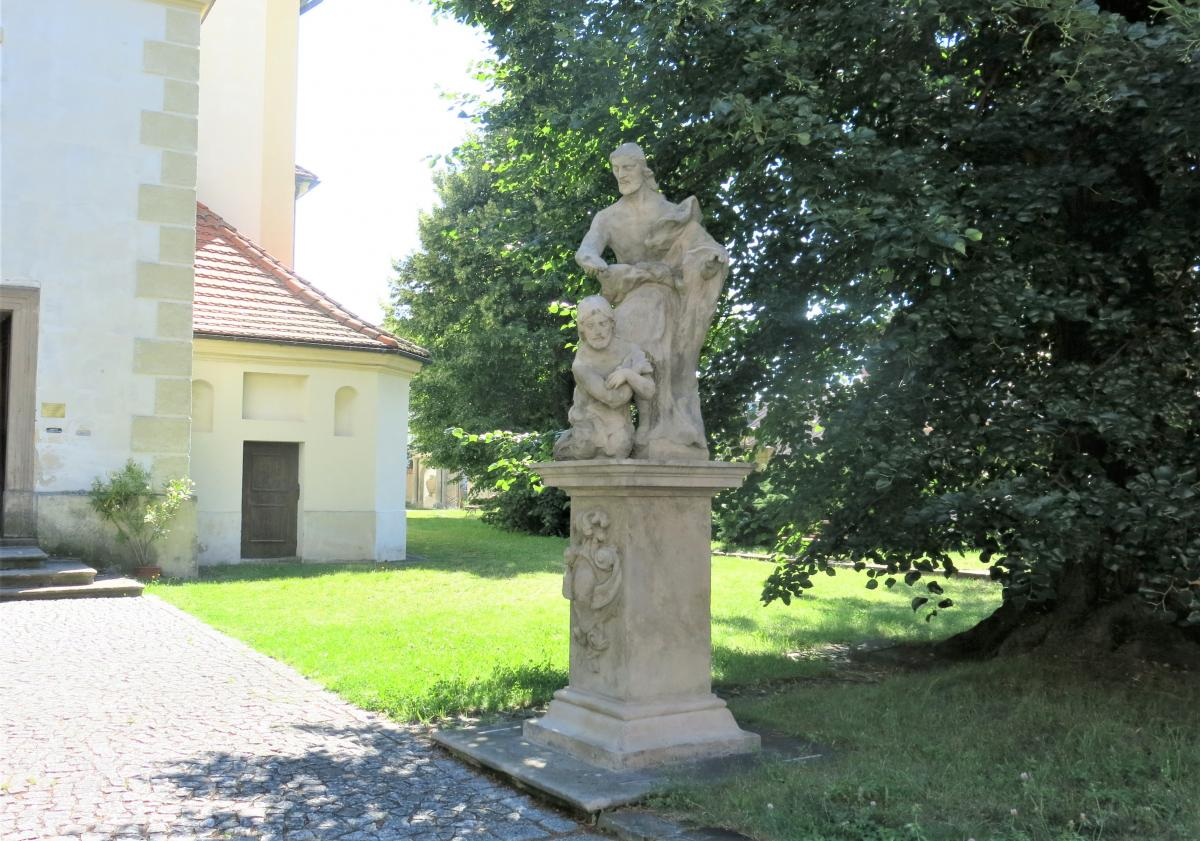
sv. Jan Křtitel
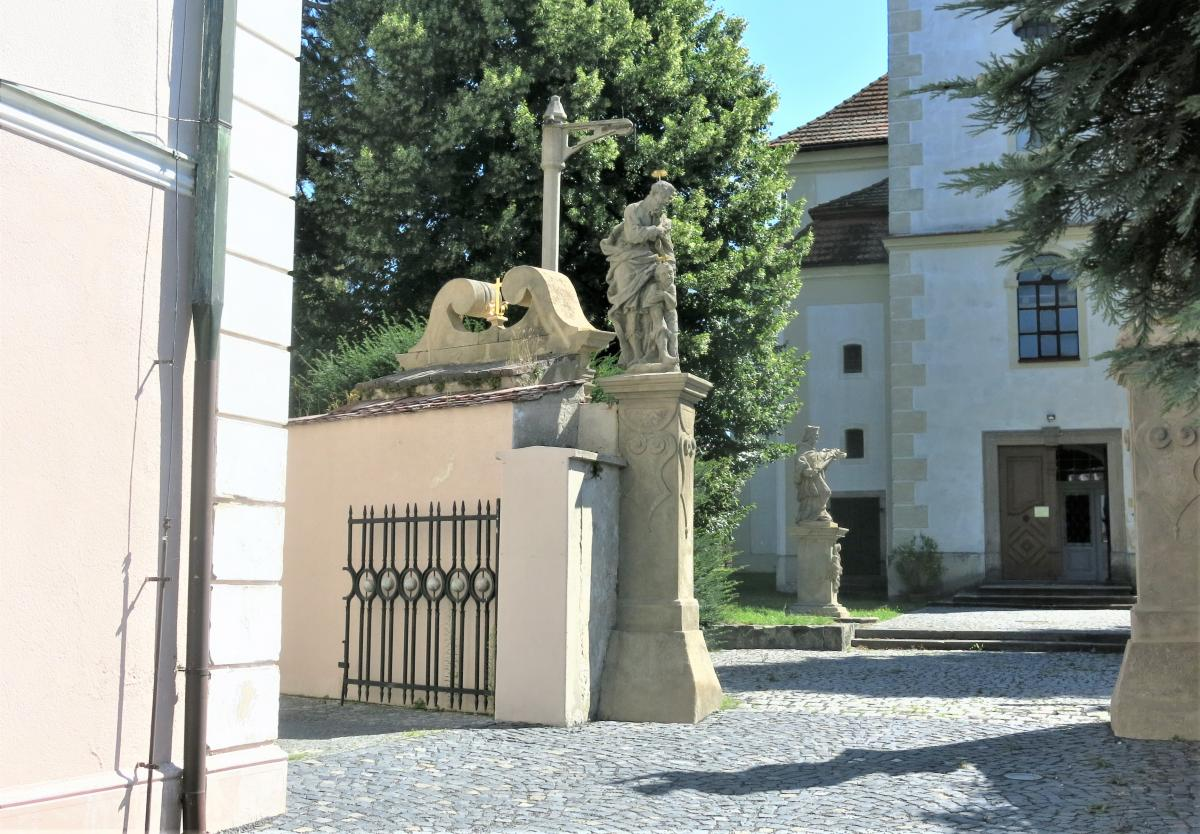
Sv. Josef
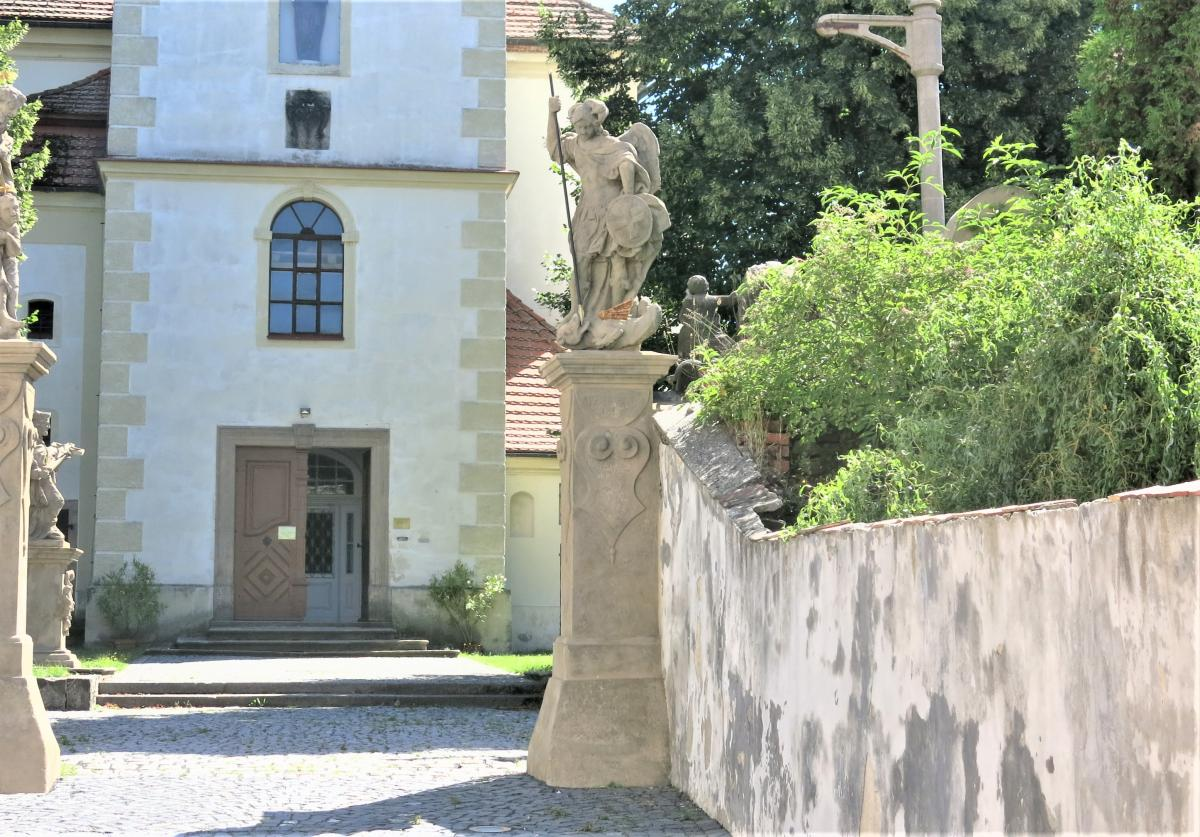
Sv. Michael Archanděl